# Verballhornung
Verballhornung bezeichnet die absichtliche oder unbewusste Neubildung bekannter oder unbekannter Wörter und Redewendungen. Dabei spielt oftmals der Sprachhorizont des „verballhornenden“ Individuums eine Rolle. Der Duden gibt zu verballhornen die Bedeutung „(ein Wort, einen Namen, eine Wendung o. Ä.) entstellen“ an. Dies erfolgt auch zu parodistischen Zwecken. Im Gegensatz zum Malapropismus wird bei der Verballhornung die Semantik des Ausgangsworts beibehalten.
Die ungewollt falsche Anpassung (bezüglich ihrer Herkunft) undurchsichtiger Wörter oder Wortteile an bekannte muttersprachliche Wörter nennt man auch Volksetymologie. 

## Begriffsgeschichte
Der Etymologe Wolfgang Pfeifer sieht das Verb verballhornen für „einen Text, eine sprachliche Äußerung entstellen“ (in der Absicht, etwas vermeintlich Falsches zu verbessern) seit dem 18. Jahrhundert in der Literatursprache belegt, vgl. etwa Verjohannballhornung in der zweiten Hälfte des 18. Jahrhunderts, Verballhornung (19. Jh.), ballhornisieren (Anfang 19. Jh.). Die Bezeichnung Verballhornung soll auf den Lübecker Buchdrucker Johann Balhorn den Jüngeren († 1603) zurückgehen, „bei dem 1586 eine von einem Unbekannten fehlerhaft bearbeitete Ausgabe des lübischen Rechts erschien“. Der Überlieferung zufolge soll er eine ältere Ausgabe überarbeitet haben, wonach dann jedoch mehr Fehler enthalten waren als vorher, weshalb verballhornen (seltener: ballhornisieren) ursprünglich so viel wie „verschlimmbessern“ bedeutete. Peinlich war dies besonders deshalb, weil andere Städte ebenfalls nach Lübecker Stadtrecht urteilten.

So schrieb etwa Herders Conversations-Lexikon 1854: 

„Ballhorn, Joh., Buchdrucker in Lübeck am Schlusse des 16. Jahrh., gab eine Abcfibel heraus, in welcher er auf einem Holzschnitte dem in den Fibeln althergebrachten Hahne die Sporen abgenommen und 2 Eier beigelegt hatte; darunter setzte er: Verbessert durch Joh. B. Davon heißt ein Buch ballhornen (ballhornisiren) soviel als dasselbe verschlechtern, indem man es ungeschickt verbessert.“

Der Erste, der Johan Balhorn, „den buchtrucker zu Soost in Westphalen, welcher das abcbuch vermehrt und verbessert herauszgeben liesz“, im Sinn eines Verschlimmbesserers erwähnte, war der Schriftsteller Johann Balthasar Schupp, wie im Deutschen Wörterbuch der Brüder Grimm mitgeteilt wird.
Meyers Großes Konversations-Lexikon 1905 dagegen: 

„Balhorn (nicht Ballhorn), Johann, Buchdrucker zu Lübeck 1530–1603. Das von seinem Namen abgeleitete Wort verballhornen oder ballhornisieren ist noch nicht überzeugend erklärt. Am wahrscheinlichsten ist es durch Balhorns Ausgabe der »Lübeckischen Statuta« (1586) entstanden, wegen der darin vorgenommenen Verbesserungen, die allgemein verurteilt wurden, und weil B., der das Buch nur gedruckt hatte, allein auf dem Titelblatt genannt war. Eine andre Erklärung leitet das Wort daher ab, daß […] B. in einer Fibel dem üblichen Bilde des Hahnes ein paar Eier untergelegt habe, die Berechtigung dieser Erzählung ist aber nicht erwiesen. Vgl. Kopp in der »Zeitschrift für Bücherfreunde«, 1902.“

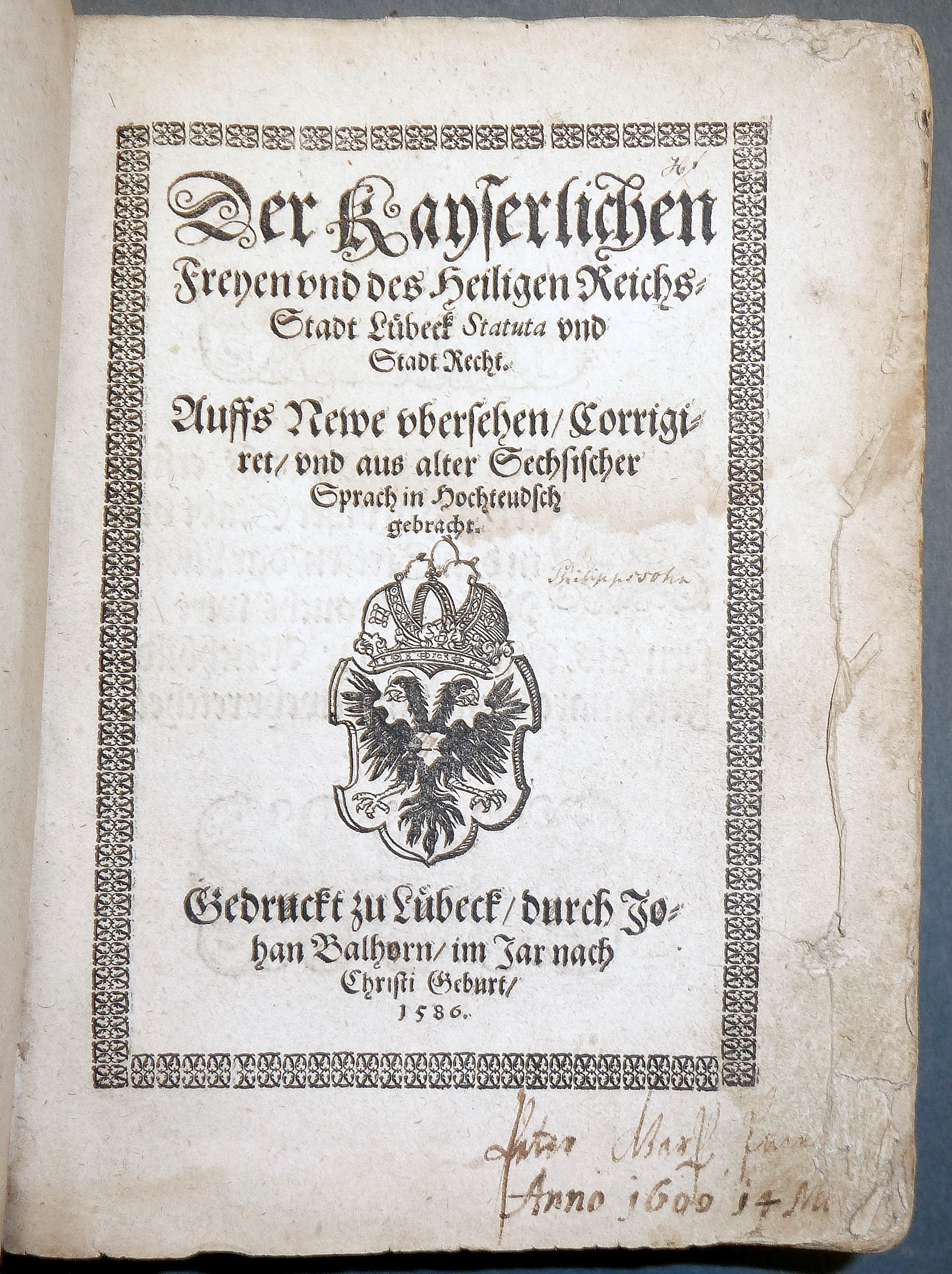
Titelblatt des Lübecker Stadtrechts von 1586

Der Volkskundler Lutz Röhrich geht inzwischen davon aus, dass die sinnentstellenden Änderungen nicht von Balhorn selbst, sondern von zwei Juristen des Stadtrates hineinredigiert wurden, denen bei der Übertragung vom Niederdeutschen ins Hochdeutsche Irrtümer und Missverständnisse unterlaufen seien. Auf dem Titelblatt des Werkes steht jedoch nur der Name des Druckers als „Auffs Newe vbersehen / Corrigiret / vnd aus alter Sechsischer Sprach in Hochteudsch gebracht. Gedruckt zu Lübeck / durch Johan Balhorn“, sodass sich sehr bald eine Redewendung „verbessert durch Balhorn“ einbürgerte. Eine solche Redewendung ist bereits im 17. Jahrhundert reichlich belegt, erstmals zu finden in der Korrespondenz zwischen zwei schwedischen Gesandten auf dem Westfälischen Friedenskongress von Anfang 1644 als „myket blifwa förbättrade durch Balhorn“. In gedruckter Literatur findet sich die Redewendung dann bei Johann Peter de Memel in Lustige Gesellschaft (Lübeck 1656). Röhrich beendet seinen Artikel damit, dass er feststellt, Balhorn als Drucker sei kein Vorwurf zu machen; er sei vielmehr „ganz zu Unrecht in den schlechten Ruf gekommen, der ihm noch jetzt […] anhaftet“.
Einer anderen Variante gemäß druckte Johann Bal(l)horn im Jahr 1571 eine Ausgabe der als Schulbuch weit verbreiteten lateinischen Grammatik des Johannes Rivius, in der er eigenmächtige Ergänzungen vornahm, und trug so zur Begriffsbildung bei.

## Beispiele für Verballhornungen
- Arkebuse ist von der französischen Bezeichnung arquebuse abgeleitet, einer Verballhornung des mittelniederländischen Wortes haakbus (entsprechend deutsch Hakenbüchse).
- Aus dem französischen "Nom de Dieu" entstand in der Nordwestschweiz "Nundedie".
- Das Wort Beelzebub ist schon vor der Einführung ins Deutsche einer Verballhornung zum Opfer gefallen: Das ugaritische ba'al zebul („erhabener Herr“) wurde im Hebräischen zu ba'al zevuv („Herr der Fliegen“).
- Die Redewendung Hals- und Beinbruch ist eine Verballhornung des jiddischen Glückwunsches הצלחה און ברכה hatsloche un broche, was eigentlich so viel bedeutet wie „Erfolg und Segen“.
- Hokuspokus ist nach einer Theorie abgeleitet von lateinisch hoc est [enim] corpus („[denn] das ist mein Leib“) in der lateinischen Messe.
- Die Redewendung Unter aller Kanone ist eine Verballhornung des lateinischen sub omni canone und bedeutet eigentlich „unterhalb der Messskala“.
- Das US-Unternehmen Fannie Mae wurde eigentlich als Federal National Mortgage Association (FNMA) gegründet. Einfachheitshalber wurde bei der Privatisierung der aus dem Kürzel FNMA entstandene Kosename „Fannie Mae“ als Name übernommen.
- Der Ballermann 6 ist ein Strandlokal an der Platja de Palma auf der spanischen Baleareninsel Mallorca. Der Name ist die Verballhornung der Bezeichnung „Balneario Nº 6“ (spanisch für „Heilbad“).
- Hispaniola („Kleinspanien“) ist die englische Verballhornung von spanisch La Isla Española („die spanische Insel“).
- Auch Goethes Wilhelm Meister wurde "verballhornisiert":

„Unser Landsmann Joseph Pulitzer, der Herausgeber der New-Yorker World, eines grossen Tagesjournals, das sogar dem Herald eine bedenkliche Concurrenz macht und in einer Tagesauflage von 200.000 Exemplaren gedruckt wird, hielt kürzlich eine Rede in deutscher Sprache, in welcher er auch Goethe citirte. Den andern Tag erschien diese Rede in seinem Blatte, und die Verse unseres Dichterheros wurden von dem englischen Setzer in nachfolgender Weise verballhornisirt:

Wer nie sein Brod mit Trächnen ass,

Wer nie die kumpelvollen nächte

Auf seinem Bedde vienand sazz

Der kämmt Euch nicht, Ihr himmlischen Mägde.“